# PICTAPS
PICTAPSは、城戸雅行が制作したウェブサービス。
Adobe FlashとXMLで制作されており、利用者がウェブ上に描いた絵に頭や手足として機能する範囲を設定する事により、描いた平面の絵が様々なダンスを踊りだすというものである。制作したデータはIDが割り当てられ保存される。また、ブログに直接リンクさせる事も可能。
2007年にはPEPSI NEXのキャンペーンとして、キャンペーン仕様の特別サイトも制作された。